# Loxops caeruleirostris
Akepa-de-kauai ou aquequi (Loxops caeruleirostris) é uma ave que, em 2008, foi declarada uma espécie em extinção. Endêmica do Havaí. A população de 2012 foi estimada em pouco menos que 5.000 indivíduos e em 2016 menos de 1.000.